# Stazione di Dunboyne
La stazione di Dunboyne  è una stazione ferroviaria che fornisce servizio a Dunboyne, Meath, Irlanda. Fu riaperta il 2 settembre 2010. Attualmente le linee che vi passano sono il Western Commuter della Dublin Suburban Rail, la linea 1 della Dublin Area Rapid Transit.
La stazione in origine fu aperta nell'agosto 1862 sulla ferrovia che collegava Clonsilla a Navan, ma chiuse nel gennaio del 1947. Da quel momento nessun treno-passeggeri arrivò più in città e la stazione fu trasformata in una residenza privata.
Nel 2005 il governo irlandese annunciò che, come parte del piano Transport 21, la ferrovia Dublino–Navan sarebbe stata riaperta per treni passeggeri in due fasi e la realizzazione della stazione di Dunboyne riguardò la prima. Sarà realizzato un parcheggio da 300 macchine in modo che la struttura diventi un parcheggio di interscambio per i pendolari diretti a Dublino.

## Servizi
- Servizi igienici
- Capolinea autolinee
- Biglietteria a sportello
- Biglietteria self-service
- Distribuzione automatica cibi e bevande